# Віконт Монтгаррет

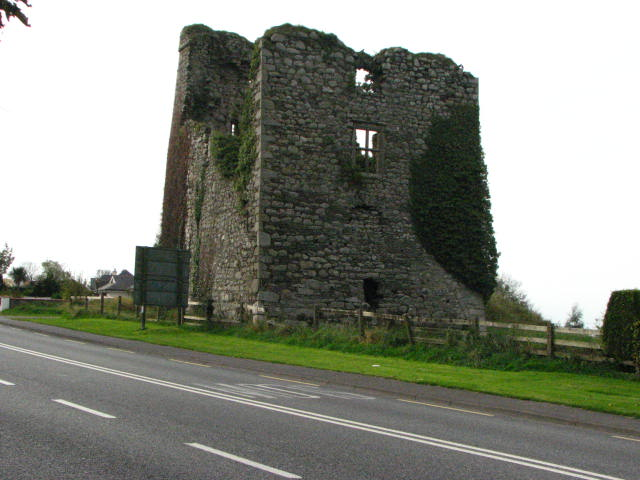
Руїни замку Монтгаррет.

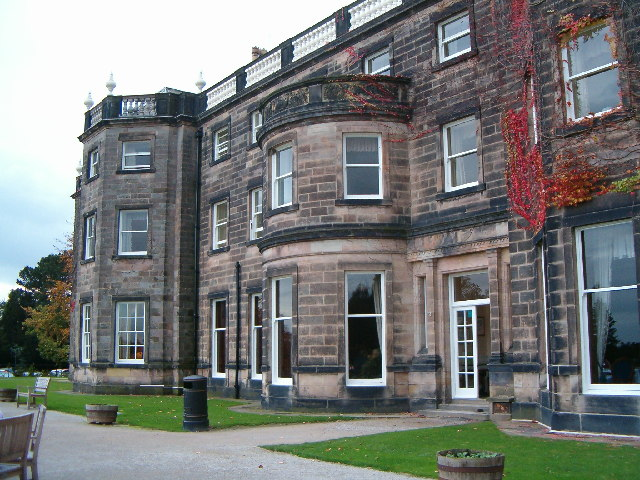
Нідд-Холл.

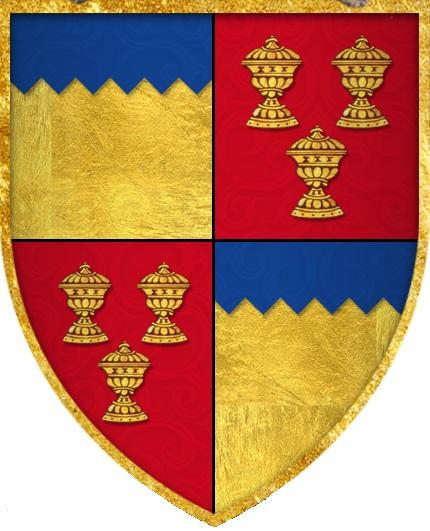
Герб Батлерів та графів Ормонд.

Герб Батлерів.

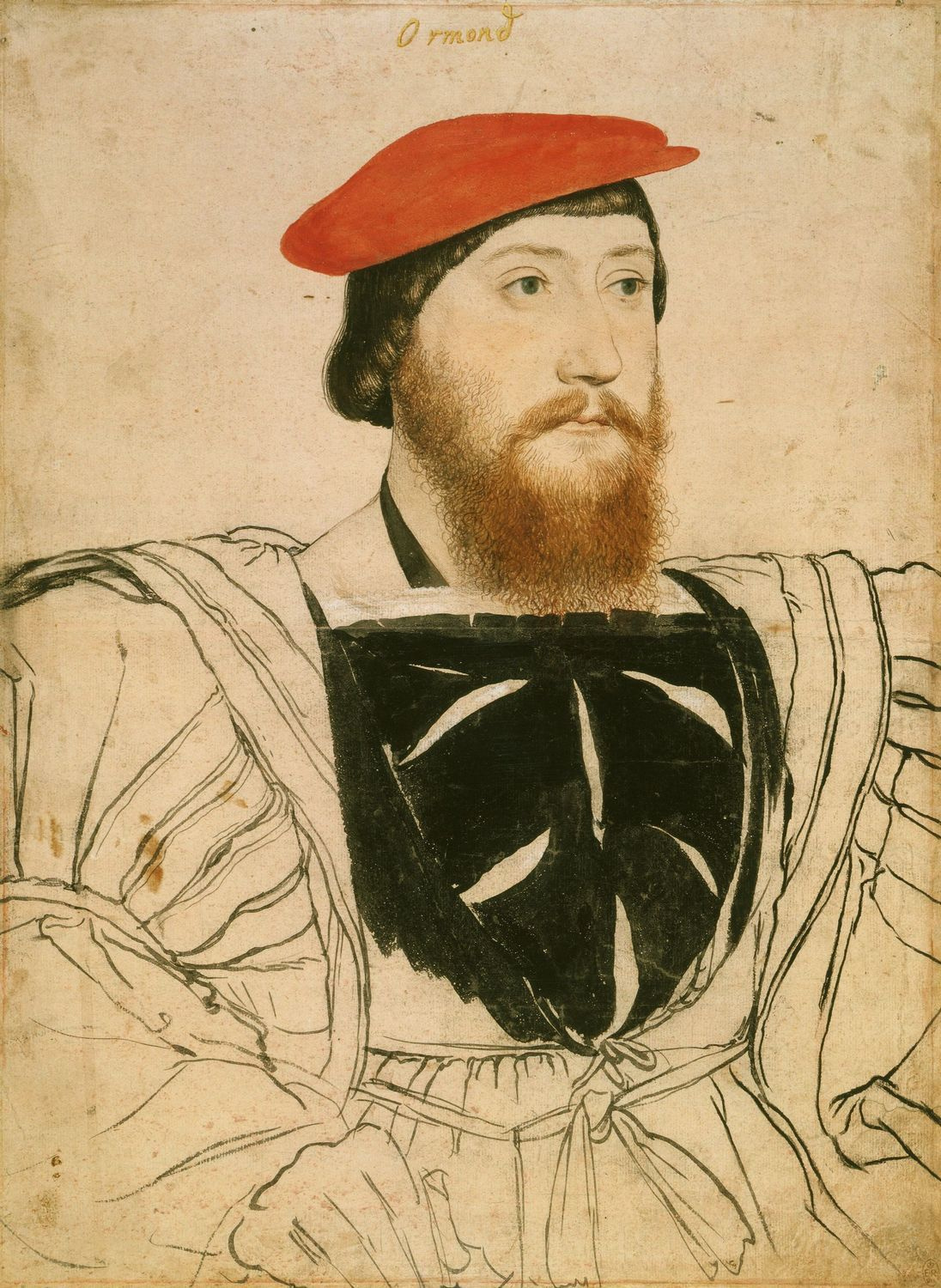
Джеймс Батлер (1496—1546) — ІХ граф Ормонд. Малюнок Ганса Гольбейна.

Віконт Монтгаррет (англ. — Viscount Mountgarret) — віконт Маунтгаррет — аристократичний титул в перстві Ірландії.

## Історія віконтів Монтгаррет
Титул віконта Монтгаррет був створений в перстві Ірландії в 1550 році для його світлості Річарда Батлера — молодшого сина Пірса Батлера — VIII графа Ормонд. Річард Батлер перебудував замок Монтгаррет, що в графстві Вексфорд. Він одружився зі своєю двоюрідною сестрою Елеонорою Батлер — дочкою Теобальда Батлера з Поулстауна, позашлюбного брата VIII графа Ормонд. Річарда Батлера описували як «лицаря з гарною подобою, і настільки гарною людиною, яку можна було тільки побачити». Він служив короні Англії. За винагороду за службу лорди Ірландії звернулись листом до заступника лейтенанта Ірландії Сент-Леже, датованого у Віндзорі 5 серпня 1550 року. У цьому листі вони просили короля Англії Едуарда VI нагородити його титулом віконта Монтгаррет. Грамоту з даруванням титулу було вручено в Дубліні 23 жовтня. Під час правління короля Англії Едуарда VI і королеви Марії він був охоронцем замку Папороті. 20 березня 1558 року він разом із сером Ніколасом Деверо приєднався до комісії з введення воєнного стану для територій Фассабентрі та Леморо. 13 квітня 1559 року він був у двох комісіях «для збереження миру в графствах Кілкенні, Тіпперері та Вексфорд» під час відсутності заступника лейтенанта Ірландії лорда Сассекса на півночі під час його експедиції проти ірландського ватажка і борця за свободу Ірландії Шейна О'Ніла. Він помер у 1571 році і був похований разом зі своїми предками в соборі Святого Каніса, місто Кілкенні. Його першою дружиною була Елеонора — дочка Теобальда Батлера з Нехума (або з Полесстауна), що в графстві Кілкенні, від якої він мав Едмунда — свого спадкоємця. Його другий шлюб був з Катаріною — дочкою і спадкоємицею Пітера Барневолла зі Стакалана, що в графстві Міт, і від неї він мав сина Барнуолла, що помер неодруженим. Його третій шлюб був у 1541 році з Анною — дочкою Джона Планкета, лорда Кіліна, з якою він розлучився в перший рік їхнього шлюбу. Всього в Річарда Батлера було п'ятеро синів і чотири дочки.
Його онук успадкував титул, став ІІІ віконтом Монтгаррет. Він був оголошений поза законом і помилуваний тільки в 1652 році через рік після його смерті. Його син, що став IV віконтом Монтгаррет, отримав від короля Англії, Шотландії та Ірландії Карла ІІ прощення за участь в повстаннях та війні 1640—1652 років віконтів Монтгаррет. Йому були повернені маєтки, замки, титули. Титул успадкував його син, що став V віконтом Монтгаррет. Він був прихильником короля Якова ІІ (Джеймса ІІ), очолював облогу Деррі в 1688—1689 роках під час так званих якобітських (вільямітських) війн. Віконта Монтгаррет взяли в полон англійські війська Вільяма ІІІ. Він був проголошений поза законом, маєтки і замки були конфісковані. Але в 1715 році віконт Монтгаррет був помилуваний, титули відновлені і в 1721 році він претендував на місце депутата в палаті лордів парламенту Ірландії.
Його правнук — ХІ віконт Монтгаррет був депутатом палати громад парламенту Ірландії і представляв графство Кілкенні. Титул успадкував його син, що став ХІІ віконтом Монтгаррет. У 1793 він отримав титул графа Кілкенні в перстві Ірландії. Титул зник після його смерті в 1846 році. Титул успадкував його племінник, що став ХІІІ віконтом Монтгаррет. Але не дивлячись на це Батлери називали себе законними спадкоємцями титулів граф Кілкенні та герцог Кілкенні. Титул успадкував його син, що став XIV віконтом Монтгаррет. У 1891 році він за дозволом корони змінив своє прізвище на Роусон-Батлер і отримав герб Роусонів (що належав його діду по материнській лінії). Він успадкував маєток Нідд-Холл. У 1911 році він отримав титул барона Монтгаррет — Нідда, що біля Вест-Райдінг, графство Йорк у перстві Об'єднаного Королівства Великої Британії.
На сьогодні титулами володіє його правнук, що став XVIII віконтом Монтгаррет, успадкувавши титул від свого батька в 2004 році. Він є імовірним спадкоємцем титулів граф Ормонд (створений в 1328 році), граф Оссорі (титул створений в XVI столітті).
Традиційною резиденцією віконтів Монтгаррет є Стейнлі-Хаус, що біля Гаррогейта, Північний Йоркшир. Більш давньою резиденцією був Нідд-Холл, що теж поблизу Гаррогейта.

## Віконти Монтгаррет (1550)
- Річард Батлер (1500—1571) — І віконт Монтгаррет
- Едмунд Батлер (помер у 1602 р.) — ІІ віконт Монтгаррет
- Річард Батлер (1578—1651) — III віконт Монтгаррет
- Едмунд Батлер (1595—1679) — IV віконт Монтгаррет
- Річард Батлер (помер у 1706 р.) — V віконт Монтгаррет
- Едмунд Батлер (1663—1735) — VI віконт Монтгаррет
- Річард Батлер (1685—1736) — VII віконт Монтгаррет
- Джеймс Батлер (1686—1749) — VIII віконт Монтгаррет
- Едмунд Батлер (1687—1751) — IX віконт Монтгаррет
- Едмунд Батлер (помер у 1779 р.) — X віконт Монтгаррет
- Едмунд Батлер (1745—1793) — XI віконт Монтгаррет
- Едмунд Батлер (1771—1846) — XII віконт Монтгаррет (отримав титул граф Кілкенні в 1793 році)
- Генрі Едмунд Батлер (1816—1900) — XIII віконт Монтгаррет
- Генрі Едмунд Батлер (1844—1912) — XIV віконт Монтгаррет
- Едмунд Сомерсет Батлер (1875—1918) — XV віконт Монтгаррет
- Пірс Генрі Огюстін Батлер (1903—1966) — XVI віконт Монтгаррет
- Річард Генрі Пірс Батлер (1936—2004) — XVII віконт Монтгаррет
- Пірс Джеймс Річард Батлер (нар. 1961) — XVIII віконт Монтгаррет

Спадкоємцем титулу є син теперішнього власника титулу — його світлість Тео Олівер Стаффорд Батлер (нар. 2015).